# I Could Use a Love Song
I Could Use a Love Song è un singolo della cantautrice statunitense Maren Morris, pubblicato nel 2017 ed estratto dall'album Hero. È stato nominato ai Grammy Awards nella categoria Best Country Solo Performance.

## Descrizione
"I Could Use a Love Song" è una "canzone senza fronzoli che trova il narratore stanco nei confronti dell'amore. Nonostante sia uscita ferita da precedenti relazioni, la Morris rimane ottimista e crede che una canzone d'amore possa ristabilire la sua fede nel trovare l'anima gemella.
Il brano è stato coscritto da Maren Morris con Jimmy Robbins e Laura Veltz e coprodotto da busbee.

## Tracce
- Download digitale

1. I Could Use a Love Song – 3:15